# نوراشن (آرارات)
نوراشن (به ارمنی: Նորաշեն) یک شهر در ارمنستان است که در استان آرارات واقع شده‌است.  در  کیلومتری شمال آرتاشات، مرکز استان آرارات واقع شده است.

## خصوصیات
نوراشن ۱۰٫۱۴ کیلومترمربع مساحت و ۳٬۳۱۱ نفر جمعیت دارد و در ارتفاع  متر بالاتر از سطح دریا قرار گرفته است.